# Tau de la Balena en la ficció

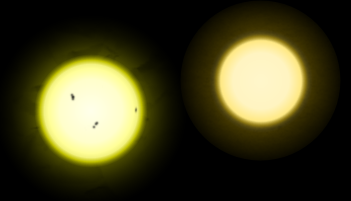
El sol (esquerra) és més gran i una mica més calent que el menys actiu Tau de la Balena (dreta)

Els sistemes planetaris d'estrelles fora del sol i el sistema solar són un element bàsic en gran part de la ciència-ficció. Tau de la Balena és la segona estrella més propera al Sol (després d'Alfa del Centaure A) amb una classe espectral G, que permet popularment al sistema, l'origen dels relats de ciència-ficció. El sol, també de classe G, proporciona un model obvi per la possibilitat que l'estrella pot albergar mons capaços de sostenir la vida. Però Tau de la Balena, amb un pes de ~0,78 {\displaystyle {\begin{smallmatrix}M_{\odot }\end{smallmatrix}}}, és pobre en metall i així es pensa que és poc probable que contingui planetes rocosos; per altra banda, les observacions han detectat més de deu vegades la quantitat de pols al voltant de l'estrella del que hi ha al Sistema Solar, una condició que tendeix a augmentar la probabilitat d'aquests cossos. Atès que la lluminositat de l'estrella és tot just el 55% que el sol, aquests planetes haurien de girar en el radi orbital de Venus per tal que coincideixi amb la insolació rebuda per la Terra.
Tau és la lletra 19a lletra de l'alfabet grec. El nom Cetus és també grec (Κῆτος, Kētos) com també àrab (ألقيتوس, al Ḳaiṭos) i es tradueix indistintament com un gran peix, una balena, un tauró, o un monstre marí. En la mitologia grega, la constel·lació dels cetacis, encara que no és la mateixa estrella, representa el monstre assassinat per Perseu en el seu rescat de la bella princesa Andròmeda.